# سوپر توپ طلا
سوپر توپ طلا (فرانسوی: Súper Ballón d’Or‎) نام جایزه‌ای است که در ۲۴ دسامبر ۱۹۸۹ توسط مجلهٔ فرانس فوتبال به بهترین بازیکن فوتبال سه دههٔ اخیر اعطا شد. این جایزه تنها یک‌بار اعطا شده و برنده آن آلفردو دی استفانو بوده است. دور دوم این جایزه در سال ۲۰۲۹ اهدا می‌شود.